# Philammon
Philammon (altgriechisch Φιλάμμων Philámmōn) ist in der griechischen Mythologie der Sohn von Chione und Apollon. Er war ein ausgezeichneter Musiker, der sein Talent von Apollon geerbt hatte.
Er gehörte zu den Argonauten und stiftete die Argivischen Mysterien in Lerna. Den Tod fand der bei der Verteidigung von Delphi gegen die Phlegyer.
Philammon hatte zwei Kinder: Eumolpos und Thamyris, letzteren mit der Nymphe Argiope.